# Sam Felton
Samuel Morse « Sam » Felton (né le 26 mai 1926 à New York et mort le 24 décembre 2015) est un athlète américain, spécialiste du lancer du marteau. 

## Biographie
Il se classe quatrième des Jeux olympiques de 1948 à Londres, et onzième des Jeux olympiques de 1952 à Helsinki.

### Palmarès
| Date | Compétition     | Lieu     | Résultat | Épreuve           | Performance |
| ---- | --------------- | -------- | -------- | ----------------- | ----------- |
| 1948 | Jeux olympiques | Londres  | 4e       | Lancer du marteau | 53,66 m     |
| 1952 | Jeux olympiques | Helsinki | 11e      | Lancer du marteau | 53,32 m     |

### Records
| Épreuve           | Performance | Lieu | Date |
| ----------------- | ----------- | ---- | ---- |
| Lancer du marteau | 57,17 m     |      | 1950 |